# Svenska Gång- och Vandrarförbundet
Svenska Gång- och Vandrarförbundet (fram till 1995 Svenska Gångförbundet) är ett svenskt specialidrottsförbund för gång och vandring, bildat 1934 och invalt i Riksidrottsförbundet samma år. 
Den 18 mars 2023 gick Svenska Gång- och Vandrarförbundet samman med Svenska Friidrottsförbundet.

## Mottagare av hederstecken
Följande personer har mottagit hederstecken av Svenska Gång- och Vandrarförbundet.
- 1934 – Torsten Tegnér (Fredrikshofs IF)
- 1935 – Erland Asplund (Djurgårdens IF)
- 1936 – John Mikaelsson (IFK Kristinehamn)
- 1937 – Evald Segerström (Fredrikshofs IF)
- 1938 – Sune Carlsson (Fredrikshofs IF)
- 1939 – Rune Bjurström (Stockholms Målares IK)
- 1940 – Linnéa Olsson (DSVG Göteborg)
- 1941 – Åke Rundlöf (Örgryte IS)
- 1942 – Harry Olsson (IFK Göteborg)
- 1943 – Werner Hardmo (IFK Kumla)
- 1944 – May Bengtsson (Väröbacka-Åsklosters GK)
- 1945 – Olle Andersson (Stockholms GK)
- 1946 – John Ljunggren (Värnamo GK)
- 1947 – Ingemar Johansson (Arvika IS)
- 1948 – Tage Jönsson (FK Snapphanarna)
- 1949 – Arne Lundborg (Fredrikshofs IF)
- 1950 – Ingrid Johansson (Falköpings AIK)
- 1951 – Arne Börjesson (IFK Göteborg)
- 1952 – Gunnel Sjöberg (IS Göta)
- 1953 – Karl Eriksson (Värnamo GK)
- 1954 – Ingvar Green (Värnamo GK)
- 1955 – Verner Ljunggren (Värnamo GK)
- 1956 – Åke Söderlund (Stockholms GK)
- 1957 – Inga Sagrelius (Stockholms GK)
- 1958 – Lennart Back (Uddevalla CA)
- 1959 – Mary Nilsson (IFK Linköping)
- 1960 – Lennart Carlsson (Uddevalla CA)
- 1961 – Erik Söderlund (Stockholms GK)
- 1962 – Britta Tibbling (IFK Västerås)
- 1963 – Ingvar Pettersson (Stockholms GK)
- 1964 – Roine Carlsson (Alunda GK)
- 1965 – Stig Lindberg (Äppelbo AIK)
- 1966 – Stefan Ingvarsson (Värnamo GK)
- 1967 – Göte Nygren (IFK Sundsvall)
- 1968 – Örjan Andersson (Södertälje IF)
- 1969 – Eivor Johansson (Rödöns SK)
- 1970 – Gunnar Kammarbo (Äppelbo AIK)
- 1971 – Hans Tenggren (Österhaninge IF)
- 1972 – Daniel Björkgren (Österhaninge IF)
- 1973 – Berit Jönson (Föllinge IK)
- 1974 – Margareta Simu (IFK Västerås)
- 1975 – Max Sjöholm (Växjö AIS)
- 1976 – Siw Gustavsson (Enhörna IF)
- 1977 – Bengt Simonsen (IK Vikingen)
- 1978 – Bo Gustafsson (IK Vikingen)
- 1979 – Alf Brandt (Äppelbo AIK)
- 1980 – Elisabet Olsson (Älvdalens IF)
- 1981 – Ann Jansson (Brunflo IF)
- 1982 – Stigolov Elofsson (Brunflo IF)
- 1983 – Per Rasmussen (IFK Västerås)
- 1984 – Roland Nilsson (IFK Västerås)
- 1985 – Jan Staaf (Enhörna IF)
- 1986 – Monica Gunnarsson (SK Svängen)
- 1987 – Stefan Johansson (Krogsereds IK)
- 1988 – Margareta Olsson (Mälarhöjdens IK)
- 1989 – Ulf-Peter Sjöholm (Växjö AIS)
- 1990 – Arne Svensson (SK Svängen)
- 1991 – Madelein Svensson (Forsmo IF)
- 1992 – Veronica Öqvist (Forsmo IF)
- 1993 – Magnus Morénius (Mälarhöjdens IK)
- 1994 – Henrik Kjellgren (Äppelbo AIK)
- 1998 – Bengt Bengtsson (GK Steget)
- 1999 – Birger Fält (Mälarhöjdens IK)
- 2000 – Fredrik Svensson (Växjö AIS)
- 2002 – Monica Svensson (Växjö AIS)
- 2004 – Aina Engberg (Fredrikshofs IF)
- 2006 – Christer Svensson (Växjö AIS)
- 2007 – Andreas Gustafsson (GK Steget)
- 2008 – Ato Ibáñez (Råby-Rekarne FIF)
- 2010 – Mari Olsson (GK Steget)
- 2011 – Perseus Karlström (Eskilstuna FI)